# پلودا
پلودا (به آلمانی: Plodda) یک منطقهٔ مسکونی در آلمان است که در مولدشتاوزه واقع شده‌است. پلودا ۴۵۵ نفر جمعیت دارد.